# Скубачевский, Александр Леонидович
Александр Леонидович Скубачевский (род. 1953) — советский и российский математик, профессор РУДН, лауреат премии имени И. Г. Петровского (2016).

## Биография
Родился 25 марта 1953 года в Москве.
В 1976 году окончил Московский авиационный институт (МАИ) по специальности «Автоматизированные системы управления». С 1976 по 1979 год обучался в аспирантуре МАИ.
В 1980 году защитил кандидатскую диссертацию «Краевые задачи для эллиптических уравнений с отклонениями аргументов в старших членах». В 1987 году защитил докторскую диссертацию, тема: «Нелокальные эллиптические краевые задачи».
В 1990 году присвоено учёное звание профессора.
С 1979 по 2005 год работал в МАИ, пройдя путь от ассистента до заведующего кафедрой «Дифференциальные уравнения» (1989—2005).
С 2005 года по настоящее время заведует кафедрой «Дифференциальные уравнения и математическая физика» Факультета физико-математических и естественных наук Российского университета дружбы народов (РУДН). Председатель экспертного совета ВАК РФ по математике и механике (с 2018).

## Семья
- Супруга — Солонуха Олеся Владимировна;
- Сын — Скубачевский Антон Александрович;
- Дочь — Скубачевская Ольга Александровна.

## Научная деятельность
Создатель теории краевых задач для эллиптических и параболических функционально-дифференциальных уравнений, которая нашла приложение в исследовании упругих деформаций многослойных пластин и оболочек, а также к теории эллиптических задач с нелокальными условиями.
Работы, посвященные квазилинейным параболическим функционально-дифференциальным уравнениям, позволили получить новые условия возникновения автоколебаний в нелинейных оптических системах с двумерной обратной связью.
Ряд исследований связан с обыкновенными дифференциальными и функционально-дифференциальными уравнениями. Впервые исследовал вопрос о существовании неограниченных колеблющихся решений функционально-дифференциального уравнения 2-го порядка, который ранее был сформулирован в виде нерешенной проблемы, также впервые исследованы разрешимость и гладкость обобщенных решений краевых задач для функционально-дифференциальных уравнений в несамосопряженном случае. Полученные результаты позволили обобщить работы, посвященные задаче Н. Н. Красовского об успокоении системы управления с последействием, на случай уравнений нейтрального типа.
Совместно с известным немецким математиком Х.-О. Вальтером впервые были получены как необходимые, так и достаточные условия гиперболичности периодических решений для нелинейных функционально-дифференциальных уравнений.
Автор 128 научных работ, в том числе двух монографий, трех учебных пособий, 70 статей и 53 тезисов докладов на конференциях.
Многократно выступал с докладами на международных конференциях и семинарах в России и 16 странах.
Под его руководством защищено 10 кандидатских диссертаций.
Разработал и читает современный курс лекций «Уравнения математической физики», а также спецкурсы «Нелокальные задачи математической физики» и «Краевые задачи для функционально-дифференциальных уравнений с частными производными». Читал лекции и вел практические занятия по курсам «Обыкновенные дифференциальные уравнения», «Уравнения в частных производных», «Функциональный анализ», «Линейная алгебра», «Математический анализ» и «Теория функций комплексного переменного».
Является членом Президиума Научно-Методического Совета по математике Министерства образования и науки РФ, членом рабочей группы Европейского Общества по математическому образованию для инженеров «SEFI».
Является членом Экспертного Совета ВАК РФ по математике и механике, членом специализированных советов по защите кандидатских диссертаций на ВМК МГУ и докторских диссертаций в МАИ; является заместителем главного редактора журнала «Современная математика. Фундаментальные направления», переиздающегося издательством Springer, членом редколлегии международного журнала «Functional Differential Equations»; является членом Московского математического общества и Американского математического общества; в 1994, 1999, 2002 и 2005 годах организовал в Москве международные конференции по функциональным и функционально-дифференциальным уравнениям (конференция 2002 года была утверждена Международным Союзом математиков в качестве сателлита Международного конгресса математиков в Пекине).
Неоднократно получал гранты РФФИ, Министерства образования РФ, Сороса, INTAS.
- Elliptic functional differential equations and applications. Basel: Birkhauser, 1997, 293 стр.;
- Эллиптические задачи с нелокальными условиями вблизи границы. Матем. сб., т.129(171), № 2, 1986;
- Модельные нелокальные задачи для эллиптических уравнений в двугранных углах. Дифф. ур-ния, т.26, № 1, 1990;
- О методе срезающих функций в теории нелокальных задач. Дифф. ур-ния, т.27, № 1, 1991;
- Bifurcation of periodic solutions for nonlinear parabolic functional differential equations arising in optoelectronics. Nonlinear Analysis, v.32, N2, 1998;
- О нормальности некоторых эллиптических функционально-дифференциальных операторов. Функц. анализ и его прилож., т.31, вып.4, 1997;
- The mixed boundary value problem for parabolic differential-difference equation. Functional Differential Equations, v.8, № 3-4, 2001 (в соавт.: Shamin R. V.);
- On the Floquet multipliers of periodic solutions to non-linear functional differential equations. Journal of dynamics and differential equations, v.18, № 2 2006 (в соавт.: Walther H.-O.).
- О необходимых условиях фредгольмовой разрешимости нелокальных эллиптических задач / Скубачевский А. Л. / Труды Математического института им. В. А. Стеклова РАН. 2008. Т. 260. С. 248—263.
- Уравнения Власова-Пуассона для двукомпонентной плазмы в однородном магнитном поле / Скубачевский А. Л. / Успехи математических наук. 2014. Т. 69. № 2. С. 107—148.
- Краевые задачи для эллиптических функционально-дифференциальных уравнений и их приложения / Скубачевский А. Л. / Успехи математических наук. 2016. Т. 71. № 5. С. 3-112.

## Награды
- Премия имени И. Г. Петровского (2016) — за цикл работ «Неклассические краевые задачи»
- Медаль «В память 850-летия Москвы» (1997)